# Aeroportul Arviat
Aeroportul Arviat (IATA: YEK, ICAO: CYEK) este un aeroport din Arviat⁠(d), Nunavut, Canada. Aeroportul a fost tranzitat în 2010 de 14.072 de pasageri.
Situat la o altitudine de 10 m, aeroportul dispune de o singură pistă.